# Пуголовка вузькоголова
Пуголовка вузькоголова (Benthophilus leptocephalus) — глибоководний вид риб з родини бичкових (Gobiidae). Зустрічається в центральному Каспії від гирла річки Самур до Туркменбаші і Гасанкулі. Мешкає на глибинах 50–100 м (до 300 м) при солоності 12–13‰.